# ザ・ユニット 米軍極秘部隊
『ザ・ユニット 米軍極秘部隊』（ザ ユニット べいぐんごくひぶたい、原題: The Unit）は、アメリカ・CBSで放送された、陸軍極秘部隊「デルタフォース」をモデルにしたテレビドラマシリーズである。全4シーズン。日本ではWOWOWで放送された。

## あらすじ
「ユニット」は、高度な訓練を受けた兵士からなる米国陸軍の特殊部隊で、テロ対策が主な任務である。公的には「第303後方支援部隊」とされ、真の任務は秘密にされている。
また、ユニットの属する軍人の家族は秘密組織に属していることは知らされているものの公表できず、また彼らの任務の詳細については知らされていない。そのことに悩む妻、浮気をする妻、そんな妻たちをまとめようとする妻などもこのドラマでは描かれている。第2シーズンではユニット解散の危機が迫るも、第3シーズン序盤でマックを除くブレインら4名の活躍で辛くも回避。その後も今まで通り隊員達はテロとの戦いに身を投じていく。

## 登場人物
ジョナス・ブレイン
演 - デニス・ヘイスバート、日本語吹替 - 福田信昭
ユニットαチームの隊長、階級上級曹長。暗号名「スネークドクター」or「グリーン」。沈着冷静、上官、部下を問わず信頼が厚く、数々の困難な任務を的確な指示で完遂する。父親も妻も元陸軍所属で、甥は現役、娘も大学を卒業後、陸軍に入隊する軍人一家であるが、凝り固まった軍人思考ではなく、ユーモアも理解し時には法も犯す。ブレイン役のデニス・ヘイスバートは、『24 -TWENTY FOUR-』のパーマー大統領役で知られるが、このドラマに出演するために降板した。
ボブ・ブラウン
演 - スコット・フォーリー、日本語吹替 - 置鮎龍太郎
第1シーズンでユニットαチームに新しく配属された新人で、元空挺部隊のエースの1人。階級軍曹→1等軍曹。暗号名「クールブリーズ」or「モレノ」。ユニットという特殊な組織に配属され、戸惑いを見せるが、それも第1シーズンの数話のみで、他のメンバーと共に一線で活躍している。狙撃の腕は一流で、学位も3つ持つ文武両道、その実力を評価されCIAにスカウトされる。
マック・ゲルハルト
演 - マックス・マーティーニ、日本語吹替 - 加藤亮夫
ユニットのナンバー2的な存在。階級曹長、暗号名「ダートダイバー」。任務中はクールでニヒルなキャラだが、私生活では激高する事も多い。既に自分のチームを持てるには十分すぎるほどの技量と経験を持っており、上官より勧められるが拒否。ユニットでは、ブレインのチームにいる事を望んでいる。チームを守るため辛い役を引き受ける事が多い。プライベートでは、自身および妻の浮気で離婚寸前まで行ってしまう。
トム・ライアン
演 - ロバート・パトリック、日本語吹替 - 佐々木勝彦
「ユニット」の指揮官。階級は大佐、暗号名「ドックパッチ06」。普段は命令に忠実な指揮官であるが、部下を守るためであれば、自分のキャリアを捨てる覚悟を持っている。シーズン1ではマックの妻ティフィーと不倫関係にあった。
ヘクター・ウィリアムズ
演 - デモア・バーンズ、日本語吹替 - 小松史法
階級1等軍曹。暗号名「ハンマーヘッド」or「レッド」。ユニットの隊長であるジョナスを尊敬している。プライベートでもグレイとは仲が良く同居している。医者の資格を持っており、任務中負傷したグレイを卓越した技術で救うが、撤退中に狙撃され死亡。
チャールズ・グレイ
演 - マイケル・アービー、日本語吹替 - 西凛太朗
爆発物解体のスペシャリスト。階級1等軍曹。暗号名「ベティブルー」。元ストリートギャング。それほど口数は多くなく、淡々と任務をこなす。詩を書くのが趣味という一面を持つ。
モリー・ブレイン
演 - レジーナ・テイラー、日本語吹替 - 宮寺智子
ジョナスの妻。ユニットの妻の中ではリーダー的な存在である。
キム・ブラウン
演 - オードリー・マリー・アンダーソン、日本語吹替 - 根谷美智子
ボブの妻、ラジオのキャスターをしている。か細い見かけと違いかなりの行動派。
ティフィー・ゲルハルト
演 - アビー・ブラメル、日本語吹替 - 吉田陽子
マックの妻、基地内で教師をしていたが、とある事が原因で退職。シーズン1ではライアン大佐と不倫関係にあった。
ブリジット・サリヴァン
演 - ニコール・スタインウェデル、日本語吹替 - 岡寛恵
ユニット新人女性隊員。暗号名は「レッド・キャップ」金髪で白人。第1話でユニット入団を志願し、メンバー入り。普段は現場には出ず、情報を現場のユニットに伝える仕事をしているが、囮捜査をすることもある。

## ストーリーリスト

### シーズン1（全13話）
|        | タイトル（邦題） | 原題                          |
| ------ | ---------------- | ----------------------------- |
| 第1話  | ハイジャック     | First Responders              |
| 第2話  | ストレス         | Stress                        |
| 第3話  | 200時間目のミス  | 200th Hour                    |
| 第4話  | 金の亡者         | True Believers                |
| 第5話  | 脱出             | Non-Permissive Environment    |
| 第6話  | 疑惑             | Security                      |
| 第7話  | 献身の果て       | Dedication                    |
| 第8話  | 地獄の教練       | SERE                          |
| 第9話  | 銃を持つ子供たち | Eating the Young              |
| 第10話 | 予期せぬ衝撃     | Unannounced                   |
| 第11話 | 真実             | Exposure                      |
| 第12話 | 悪魔の爆弾       | Marale,Welfare and Recreation |
| 第13話 | 裏切り           | The Wall                      |

### シーズン2（全23話）
|        | タイトル（邦題） | 原題                |
| ------ | ---------------- | ------------------- |
| 第1話  | 転属             | Change of Station   |
| 第2話  | 不可能な暗殺     | Extreme Rendition   |
| 第3話  | 遺された者たち   | The Kill Zone       |
| 第4話  | 危険な追跡       | Monhunt             |
| 第5話  | 不可抗力         | Face Majeure        |
| 第6話  | 過去からの手紙   | Old Home Week       |
| 第7話  | 共犯者           | Off the Mater       |
| 第8話  | 兵士の資格       | Natural Selection   |
| 第9話  | 情報漏洩         | Report By Exception |
| 第10話 | 取引             | Bait                |
| 第11話 | 勇気の勲章       | Silver Star         |
| 第12話 | 要人誘拐         | The Broom Cupboard  |
| 第13話 | 赤いクローバー   | Sub Consciaus       |
| 第14話 | 癒えぬ傷         | Jhonny B,Goode      |
| 第15話 | 死の贈り物       | The Water is Wide   |
| 第16話 | 悪夢のシナリオ   | Games of Chance     |
| 第17話 | 荒野の戦闘       | Dark of the Moon    |
| 第18話 | 2つのコイン      | Two Coins           |
| 第19話 | 聖なる土地       | The Outsiders       |
| 第20話 | 強行突破         | Bedfellows          |
| 第21話 | CIAの誘惑        | In Loco Parentis    |
| 第22話 | 傷だらけの降下   | Freefall            |
| 第23話 | ユニット解散     | Paradise Lost       |

### シーズン3（全11話）
|        | タイトル（邦題）     | 原題                     |
| ------ | -------------------- | ------------------------ |
| 第1話  | ユニット反撃－前編－ | Pandemonium, Part 1      |
| 第2話  | ユニット反撃－後編－ | Pandemonium, Part 2      |
| 第3話  | 決死の飛行           | Always Kiss Them Goodbye |
| 第4話  | 地雷原脱出           | True Believers           |
| 第5話  | 機密ファイル         | Every Step You Take      |
| 第6話  | 戦場の歌             | M,Ps                     |
| 第7話  | ノー・エスケープ     | Five Brothers            |
| 第8話  | コード16             | Play 16                  |
| 第9話  | 軍隊ギャング         | Eating the Young         |
| 第10話 | ジレンマ             | Binary Explosion         |
| 第11話 | 選択                 | Side Angle Side          |

### ファイナル・シーズン（全22話）
|        | タイトル（邦題） | 原題                 |
| ------ | ---------------- | -------------------- |
| 第1話  | 新たなる戦い     | Sacrifice            |
| 第2話  | 撃墜命令         | Sudden Flight        |
| 第3話  | 取引の代償       | Sex Trade            |
| 第4話  | アクシデント     | The Conduit          |
| 第5話  | 人質             | Dancing Lessons      |
| 第6話  | 完璧な容疑者     | Inquisition          |
| 第7話  | 生き地獄 前編    | Into Hell:Part One   |
| 第8話  | 生き地獄 後編    | Into Hell:Part Two   |
| 第9話  | 休戦協定         | Shadow Riders        |
| 第10話 | ユニット全滅作戦 | Misled and Misguided |
| 第11話 | 愚か者の戦場     | Switchblade          |
| 第12話 | ギャンブル       | Bad Beat             |
| 第13話 | ロンギヌスの槍   | The Spear of Destiny |
| 第14話 | 最後のナチ       | The Last Nazi        |
| 第15話 | ルーキー         | Hero                 |
| 第16話 | 狙われた街       | Hill 60              |
| 第17話 | 革命戦士         | Flesh & Blood        |
| 第18話 | 広がる陰謀       | Best Laid Plans      |
| 第19話 | 転落             | Whiplash             |
| 第20話 | 地下の牢獄       | Chaos Theory         |
| 第21話 | カウントダウン   | Endgame              |
| 第22話 | 名もなき兵士たち | Unknown Soldier      |